# Michael Prestwich
 (octobre 2021).
Si vous disposez d'ouvrages ou d'articles de référence ou si vous connaissez des sites web de qualité traitant du thème abordé ici, merci de compléter l'article en donnant les références utiles à sa vérifiabilité et en les liant à la section « Notes et références ».
Michael Charles Prestwich (né le 30 janvier 1943) est un historien anglais, spécialiste de l'histoire de l'Angleterre médiévale, en particulier le règne d'Édouard Ier d'Angleterre. Il est à la retraite, après avoir été professeur d'histoire à l'Université de Durham, et chef du département Histoire jusqu'en 2007.